# Janja (Knjaževac)
Pour les articles homonymes, voir Janja.
Janja (en serbe cyrillique : Јања) est un village de Serbie situé dans la municipalité de Knjaževac, district de Zaječar. Au recensement de 2011, il comptait 21 habitants.

## Démographie
| 1948 | 1953 | 1961 | 1971 | 1981 | 1991 | 2002 | 2011 |
| ---- | ---- | ---- | ---- | ---- | ---- | ---- | ---- |
| 210  | 236  | 288  | 153  | 83   | 52   | 37   | 21   |

|  |